# Hey meisje
Hey meisje is een single van de Nederlandse muziekproducer Esko en de eveneens Nederlandse rappers Josylvio en Hansie uit 2018. Het stond in hetzelfde jaar als elfde track op het album Beats By Esko.

## Achtergrond
Hey meisje is geschreven door Joost Theo Sylvio Yussef Abdelgalil Dowib, Stacey Walroud, Navarre Novian Norah en geproduceerd door Esko. Josylvio heeft in een interview met het NOS Jeugdjournaal verteld dat het meisje in het nummer echt bestaat; het is een meisje dat hij zelf heeft ontmoet. Deze persoon weet ook dat het nummer over haar gaat. Esko noemt dat het nummer is gemaakt als "radio-banger", een lied wat veel op de radio wordt gedraaid. De single heeft in Nederland de drievoudige platina status.

## Hitnoteringen
Het lied werd ook veel gedraaid op de radio en kwam de Nederlandse hitlijsten in. Het stond bovenaan de Single Top 100 en kwam tot een vijftiende plek in de Top 40.